# カーマイン・ジョヴィナッツォ
カーマイン・ジョヴィナッツォ（Carmine Giovinazzo, 1973年8月24日 - ）は、アメリカ合衆国ニューヨーク・スタテン島出身の俳優。

## 来歴
警察官の家族に生まれる。子供の頃は野球やホッケーに夢中であった。ワグナー・カレッジで学び、プロの野球選手になりたいと思っていたが、怪我が元で断念、短編映画の制作をはじめる。いとこのバディ・ジョヴィナッツォは映画監督。同じくいとこでバディの弟のリック・ジョヴィナッツォはバディの監督作『コンバットショック!』の主演を経て作曲家となり、『インセプション』『バトルシップ』といった大作の劇伴をオーケストレーションしている。
1997年にロサンゼルスに移り、『バフィー 〜恋する十字架〜』などのテレビシリーズや映画に出演するようになる。2004年からはニューヨークを舞台にした『CSI:ニューヨーク』にレギュラー出演している。
2010年7月に,テレビドラマ「ラスベガス」でカジノホストのサムを演じているヴァネッサ・マーシルと、ニューヨークで結婚。
2012年夏に2人は和解しがたい不和を理由にヴァネッサが離婚を申請していて、2013年離婚成立。また、同年には飲酒運転で逮捕されている。

## 音楽活動
ロックバンド「CEESAU（シーソー）」のボーカル＆ギターであり、近年はミュージシャンとしても精力的に活動している。影響を受けたミュージシャンはイギー・ポップ、ヘンリー・ロリンズ、ピクシーズ、ニルヴァーナなど。

## 主な出演作品
- 孤独の絆 No Way Home (1996)
- 第一の嘘 The Big Brass Ring (1999)
- ラブ・オブ・ザ・ゲーム For Love of the Game (1999)
- ブラックホーク・ダウン Black Hawk Down (2001)
- CSI:科学捜査班 CSI: Crime Scene Investigation (2002)　テレビシリーズ、ゲスト出演
- 刑事コロンボ Columbo (2003) 第69(最終)話「虚飾のオープニング・ナイト[4]」　ゲスト出演（トニー・ガルパー役）
- CSI:マイアミ2 CSI: Miami (2004)　テレビシリーズ、ゲスト出演
- Uボート 最後の決断 In Enemy Hands (2004)
- CSI:ニューヨーク CSI: NY (2004-2013)　テレビシリーズ ダニー・メッサー役（レギュラー出演）
- ジ・オファー / ゴッドファーザーに賭けた男

「クリミナル・マインド　FBI vs 異常犯罪　シーズン11　episode 15「バッジと拳銃」　アンドリュー・三―クス役